# Backseat
Pour les articles homonymes, voir Backseat (homonymie).
Backseat est une émission de débat française hebdomadaire produite par Jean Massiet et Equal Prod (par Alt Tab Productions lors de la première saison), et diffusée en direct sur Twitch depuis juin 2021, les jeudi soir à 19 heures, via la chaîne de son présentateur Jean Massiet.

## Concept
Lors de la première saison, chaque émission se décompose en deux grandes parties d'une heure : la première avec l'interview d'une personnalité du web (privilégiant une personnalité ne s'exprimant pas ou peu sur le champ politique) et la seconde avec l'interview d'une personnalité politique. Les deux parties sont séparées par le Quiz à la con, un jeu interactif auxquels participent les chroniqueurs et les spectateurs dans le chat Twitch, portant sur des questions de culture politique souvent à but humoristique. Lors de la seconde saison, le champ des invités est élargi, et le quiz est déplacé à la fin de l'émission, à la fin de la séquence de l'invité politique.
L'émission est également rallongée par l'ajout d'un Before, une pré-émission souvent en partenariat avec des organisations à but non lucratif, voire sponsorisée pour financer l'émission, afin d'y présenter des sujets de société pouvant toucher le public cible,.
D'abord orientée vers un public jeune, l'objectif de l'émission est de les intéresser à la politique, et à l'inverse de pousser les politiques à s'adresser à la jeunesse. Le présentateur assume son appartenance à la gauche  mais s'efforce de ne pas en faire de Backseat une émission de « gauchiste »,.

## Historique
Lancée en prévision de l'élection présidentielle 2022, Backseat est diffusée sur la plateforme Twitch depuis le 24 juin 2021 avec une interruption au mois d'août, pour reprendre le 16 septembre 2021.
Cette émission est présentée par Jean Massiet, initialement avec deux chroniqueurs : Usul, vidéaste et chroniqueur chez Mediapart, et Léa Chamboncel, éditorialiste politique et podcasteuse. Ils sont ensuite rejoints par Sasha Beckermann, journaliste sportive, et Adèle Barber, humoriste. L'entrepreneur Gaspard G est également chroniqueur de l'émission du 16 septembre 2021 au 16 décembre 2021. Les journalistes Malek Délégué, chroniqueur dans l'émission Touche pas à mon poste !, et Jules Stimpfling remplacent également Usul et Sasha Beckermann ponctuellement lors d'une émission en mars 2022.
Backseat achève sa première saison après avoir reçu des politiques comme Cédric Villani, Sandrine Rousseau, Philippe Juvin, Christophe Castaner ou la ministre Barbara Pompili.
L'émission reprend en janvier 2023,. Cette deuxième saison centrée sur l'actualité est notamment marquée par la venue d'invités également issus de la "société civile", dont le secrétaire général de la CGT Philippe Martinez, en  plein contexte de réforme des retraites, mais aussi par une programmation encore plus ambitieuse, Backseat recevant par exemple lors de la même émission deux invités politiques, le député PS Jérôme Guedj et la députée européenne LFI Manon Aubry.
Le 15 septembre une émission exceptionnelle se tient en direct de l'Agora de la Fête de l'Humanité avec comme invité principal Jean-Luc Mélenchon, cette émission marque le début de la troisième saison de l'émission.

## Orientation éditoriale
L'orientation éditoriale de l'émission semble s'inscrire dans une perspective de gauche politique assumée via les positionnements de son équipe de présentateurs, mais d'ouverture via ses invités. Néanmoins, si des personnalités de la majorité des bords politiques y sont conviées, Jean Massiet assume notamment de n'inviter aucune personnalité revendiquée ou associée à l'extrême droite,.

## Intervenants

### Présentation
- Jean Massiet, streameur politique (depuis juin 2021, périodiquement remplacé par Léa Chamboncel, Adèle Barber et Malek Délégué)[17]

### Chroniqueurs
- Léa Chamboncel, éditorialiste, podcasteuse et autrice (depuis juin 2021)[17]
- Usul, streameur vidéaste politique pour Blast, ex-Mediapart (depuis juin 2021)[17]
- Adèle Barber, animatrice de groupe, consultante en communication et humoriste (depuis janvier 2022)
- Malek Délégué, éditorialiste, chroniqueur télévisuel (ex-Touche pas à mon poste !) et conseiller en communication (depuis mars 2022)

- Antoine Bristielle, enseignant-chercheur agrégé de sciences sociales à Sciences Po Grenoble (depuis février 2023)
- Latifa Oulkhouir, directrice exécutive de l'association Le Mouvement (depuis avril 2023)
- Lauren Lolo Yapoga, journaliste pour la Fondation pour la mémoire de l'esclavage, conseillère en communication et conseillère municipale (apparentée PCF) de Fosses (depuis octobre 2023)
- Émilien Houard-Vial, doctorant et enseignant en science politique (depuis janvier 2024)
- Saphia Aït Ouarabi, ancienne vice-présidente de SOS Racisme et étudiante en sociologie (depuis mars 2024)
- N'namou Sambu, journaliste culture et société, ex-Agence CAPA et BFM TV (depuis octobre 2024)
- Emilio Meslet, grand reporter politique et écologie à L'Humanité (depuis octobre 2024)
- Edwy Plenel, journaliste et ancien président de Mediapart (depuis octobre 2024)

#### Anciens intervenants
- Gaspard G, vidéaste et entrepreneur (juin-décembre 2021)[18]
- Sasha Beckermann, journaliste sports et social media pour France Télévisions, ex-Le Journal du Dimanche et Europe 1 (janvier 2022-juin 2024)[10]
- Jules Stimpfling, responsable marketing en médias et personal branding et fondateur du média Le Crayon (mars 2022)
- Claire Lejeune, militante écologiste puis députée de la 7e circonscription de l'Essonne (LFI, ex-EÉLV[19]), ex-doctorante en science politique (janvier 2023-juillet 2024)
- Chloé Ridel, haute fonctionnaire et membre de l'Institut Rousseau puis porte-parole du Parti socialiste[20] et députée européenne[21] (février 2023)
- Raphaël Llorca, essayiste et communicant de la Fondation Jean-Jaurès (février-mars 2023)
- Hugo Couturier, journaliste politique et animateur de la chaîne Twitch Hugo au Perchoir (novembre 2023)

### Rubriques
La seconde saison marque l'apparition de rubriques présentées par un chroniqueur en solitaire, qui n'est en plateau que pour sa rubrique contrairement aux autres intervenants.
- Adèle Barber : L'Avis d'Adèle (depuis janvier 2023). Certains épisodes sous-titrés Los Republicanos sont une parodie de télénovela décrivant l'actualité des Républicains.
- Vincent Manilève, journaliste spécialisé en numérique : Le Powerpoint de Vincent (depuis janvier 2023)

## Production et financements
Depuis la saison 2, l’émission est une coproduction entre Jean Massiet et la société de production Equal Prod, la production technique étant assurée par Gozulting. Lors de la saison 1, l’émission est une coproduction entre Jean Massiet et Alt Tab Productions.
Elle est financée grâce à une aide du CNC et un financement participatif sur Ulule, qui a récolté 115 412 € sur un objectif initial de 30 000 €, permettant la réalisation d'une émission hebdomadaire et l'invitation des contributeurs en public.
La première saison de l’émission a coûté entre 200 000 et 230 000 €. La saison 2 coûterait elle près de 400 000 €. Elle est à l'origine financée sur uTip, mais se voit affectée par la fermeture de la plateforme en avril 2023 alors que 75 % de la saison était financée et bascule finalement sur la plateforme KissKissBankBank pour terminer son financement.

## Identité visuelle

Logo utilisé lors de la saison 1.
Logo utilisé depuis la saison 2 (depuis le 12 janvier 2023).

## Saisons

### Saison 0 (2021)
| Épisode | Date de diffusion                     | Invités                                     | Chroniqueurs        |
| ------- | ------------------------------------- | ------------------------------------------- | ------------------- |
| 1       | 28 juin 2021 (rediffusion youtube)    | - Clémentine Autain (LFI) - Rivenzi         | - Jean - Léa - Usul |
| 2       | 5 juillet 2021 (rediffusion youtube)  | - Barbara Pompili (LREM/RE) - Malek Délégué | - Jean - Léa - Usul |
| 3       | 12 juillet 2021 (rediffusion youtube) | - Gaspard G - Yaël Braun-Pivet (LREM/RE)    | - Jean - Léa - Usul |
| 4       | 19 juillet 2021 (rediffusion youtube) | - Mathilde Imer - Pierre Lapin              | - Jean - Léa - Usul |
| 5       | 26 juillet 2021 (rediffusion youtube) | - Hardisk - Sandrine Rousseau (EELV)        | - Jean - Léa - Usul |
| 6       | 2 août 2021 (rediffusion youtube)     | - FibreTigre - Florie Marie                 | - Jean - Léa - Usul |

### Saison 1 (2021 – 2022)
| Épisode | Date de diffusion                       | Invités                                             | Chroniqueurs                          |
| ------- | --------------------------------------- | --------------------------------------------------- | ------------------------------------- |
| 7       | 17 septembre 2021 (rediffusion youtube) | - Julien Bayou (EELV) - Julien Ménielle             | - Gaspard - Jean - Léa - Usul         |
| 8       | 24 septembre 2021 (rediffusion youtube) | - Elie Revah - Nox                                  | - Gaspard - Jean - Léa - Usul         |
| 9       | 1 octobre 2021 (rediffusion youtube)    | - Daz - Philippe Juvin (LR)                         | - Gaspard - Jean - Léa - Usul         |
| 10      | 8 octobre 2021 (rediffusion youtube)    | - Daniel Andreyev - Danièle Obono (LFI)             | - Gaspard - Jean - Léa - Usul         |
| 11      | 15 octobre 2021 (rediffusion youtube)   | - Fabien Roussel (PCF) - Kronomuzik                 | - Gaspard - Jean - Léa - Usul         |
| 12      | 22 octobre 2021 (rediffusion youtube)   | - Najat Vallaud-Belkacem - Nota Bene                | - Gaspard - Jean - Léa - Usul         |
| 13      | 18 mars 2022 (rediffusion youtube)      | - Cédric Villani - Ponce                            | - Gaspard - Jean - Léa - Usul         |
| 14      | 18 mars 2022 (rediffusion youtube)      | - Christophe Castaner (LREM/RE) - Ultia             | - Gaspard - Jean - Léa - Usul         |
| 15      | 18 mars 2022 (rediffusion youtube)      | - Deujna - Laurent Saint-Martin (LREM/RE)           | - Gaspard - Jean - Léa - Usul         |
| 16      | 18 mars 2022 (rediffusion youtube)      | - Guillaume Meurice - Pierre Larrouturou (S&D)      | - Gaspard - Jean - Léa - Usul         |
| 17      | 18 mars 2022 (rediffusion youtube)      | - Julien Denormandie (LREM/RE) - Sébastien Carassou | - Gaspard - Jean - Léa - Usul         |
| 18      | 18 mars 2022 (rediffusion youtube)      | - Olivier Faure (PS) - Simon Puech                  | - Gaspard - Jean - Léa - Usul         |
| 19      | 18 mars 2022 (rediffusion youtube)      | - Clément Dumais - Cécile Duflot (EELV)             | - Adèle - Jean - Léa - Usul           |
| 20      | 18 mars 2022 (rediffusion youtube)      | - Anne Hidalgo (PS) - Ken Bogard                    | - Jean - Léa - Sasha - Usul           |
| 21      | 18 mars 2022 (rediffusion youtube)      | - Hélène Thouy (Parti Animaliste) - Livio Bernardo  | - Adèle - Jean - Léa - Usul           |
| 22      | 18 mars 2022 (rediffusion youtube)      | - Jussetain - Philippe Poutou (NPA)                 | - Jean - Léa - Sasha - Usul           |
| 23      | 18 mars 2022 (rediffusion youtube)      | - Christiane Taubira - Maxime Biaggi                | - Jean - Léa - Sasha - Usul           |
| 24      | 18 mars 2022 (rediffusion youtube)      | - Nelly Garnier - Zerator                           | - Jean - Léa - Sasha - Usul           |
| 25      | 18 mars 2022 (rediffusion youtube)      | - Clararunaway - Yannick Jadot (EELV)               | - Adèle - Jean - Léa - Usul           |
| 26      | 25 mars 2022 (rediffusion youtube)      | - Lâm Hua - Mathilde Panot (LFI)                    | - Jean - Léa - Sasha - Usul           |
| 27      | 5 avril 2022 (rediffusion youtube)      | - Dev Du Dimanche - Frédérique Dumas                | - Jean - Jules - Léa - Malek          |
| 28      | 5 avril 2022 (rediffusion youtube)      | - ExServ                                            | - Adèle - Jean - Léa - Usul           |
| 29      | 11 avril 2022 (rediffusion youtube)     | - Samuel Grzybowski - Sébastien-Abdelhamid          | - Adèle - Jean - Léa - Usul           |
| 30      | 17 avril 2022 (rediffusion youtube)     | - Alexclick - Sandrine Rousseau (EELV)              | - Jean - Léa - Sasha - Usul           |
| 31      | 25 avril 2022 (rediffusion youtube)     | - Adrien Quatennens (LFI) - Misterfox               | - Adèle - Jean - Léa - Sasha - Usul   |
| 32      | 1 mai 2022 (rediffusion youtube)        | - DamDamLive - Julien Bayou (EELV)                  | - Adèle - Jean - Léa - Usul           |
| 33      | 15 mai 2022 (rediffusion youtube)       | - Pépipin - Sylvain Maillard (LREM/RE)              | - Jean - Léa - Sasha - Usul           |
| 34      | 22 mai 2022 (rediffusion youtube)       | - Aurélien Taché (LREM/NUPES) - Humility            | - Jean - Léa - Sasha - Usul           |
| 35      | 29 mai 2022 (rediffusion youtube)       | - Clément Beaune (LREM/EM) - Zack Nani              | - Adèle - Jean - Léa - Usul           |
| 36      | 13 juin 2022 (rediffusion youtube)      |                                                     | - Gaspard - Jean - Léa - Sasha - Usul |

### Saison 2 (2022 – 2023)
| Épisode | Date de diffusion                     | Invités                                                                                             | Chroniqueurs                                                                |
| ------- | ------------------------------------- | --------------------------------------------------------------------------------------------------- | --------------------------------------------------------------------------- |
| 37      | 19 janvier 2023 (rediffusion youtube) | - Philippe Martinez - Joanie Lemercier                                                              | - Léa - Sasha - Claire - Adèle - Vincent                                    |
| 38      | 26 janvier 2023 (rediffusion youtube) | - Nicolas Mayer-Rossignol (PS) - Laurence Rossignol (PS)                                            | - Léa - Usul - Claire - Adèle - Vincent                                     |
| 39      | 2 février 2023 (rediffusion youtube)  | - Manès Nadel - Astrid Panosyan-Bouvet (RE)                                                         | - Claire - Malek - Chloé - Adèle - Vincent                                  |
| 40      | 9 février 2023 (rediffusion youtube)  | - Olivier Blazy - Émilie Delaunay - François Ruffin (LFI)                                           | - Claire - Usul - Chloé - Raphaël - Adèle - Vincent                         |
| 41      | 19 février 2023 (rediffusion youtube) | - Jean-Laurent Cassely - Aurélien Pradié (LR)                                                       | - Léa - Sasha - Claire - Adèle - Vincent                                    |
| 42      | 23 février 2023 (rediffusion youtube) | - Jérôme Guedj (PS) - Hugo Décrypte - Manon Aubry (LFI/GUE/NGL)                                     | - Usul - Sasha - Antoine - Adèle - Vincent                                  |
| 43      | 2 mars 2023 (rediffusion youtube)     | - Elsa Mari - Ariane Riou - Luna Skye - Naïma Moutchou (HOR/ENS)                                    | - Léa - Chloé - Malek - Adèle - Vincent                                     |
| 44      | 9 mars 2023 (rediffusion youtube)     | - SOS Racisme - Louis Boyard (LFI)                                                                  | - Léa - Sasha - Antoine - Adèle - Vincent                                   |
| 45      | 16 mars 2023 (rediffusion youtube)    | - Olivier Faure (PS) - Manès Nadel - Chloé Ridel (PS/S&D) - Thibaud Mulier - Antoine Léaument (LFI) | - Léa - Claire - Malek - Antoine - Adèle - Vincent                          |
| 46      | 23 mars 2023 (rediffusion youtube)    | - Stéphane Vojetta (RE) - Arthur Delaporte (PS) - Laurent Berger                                    | - Claire - Malek - Sasha - Adèle - Vincent                                  |
| 47      | 6 avril 2023 (rediffusion youtube)    | - Roland Lescure (RE)                                                                               | - Claire - Usul - Léa - Adèle - Vincent                                     |
| 48      | 13 avril 2023 (rediffusion youtube)   | - David Perrotin - Clémence Guetté (LFI)                                                            | - Usul - Sasha - Antoine - Adèle - Vincent                                  |
| 49      | 20 avril 2023 (rediffusion youtube)   | - Sandozprod - epsylonetattoo - Geneviève Darrieussecq (MODEM) - Barbara Pompili (RE)               | - Antoine - Malek - Latifa - Adèle - Vincent                                |
| 50      | 27 avril 2023 (rediffusion youtube)   | - Olivia Grégoire (RE)                                                                              | - Antoine - Malek - Claire - Adèle - Vincent                                |
| 51      | 11 mai 2023 (rediffusion youtube)     | - Yann Castanier - Marine Tondelier (EELV)                                                          | - Léa - Usul - Claire - Adèle - Vincent                                     |
| 52      | 25 mai 2023 (rediffusion youtube)     | - Philippe Collin - Charles de Courson (LIOT) - Olivier Serva (LIOT)                                | - Claire - Antoine - Latifa - Adèle - Vincent                               |
| 53      | 31 mai 2023 (rediffusion youtube)     | - Bilal Hassani - Salomé Saqué - François Hollande (PS)                                             | - Usul - Léa - Malek - Thomas Legrand - Charlotte Belaich - Adèle - Vincent |
| 54      | 8 juin 2023 (rediffusion youtube)     | - Sophie Binet                                                                                      | - Claire - Antoine - Sasha - Adèle - Vincent                                |
| 55      | 22 juin 2023 (rediffusion youtube)    | - Médecins du Monde - Stanislas Guerini (RE)                                                        | - Usul - Léa - Sasha - Adèle - Vincent                                      |
| 56      | 29 juin 2023 (rediffusion youtube)    | - Anticor - Les Soulèvements de la Terre                                                            | - Usul - Latifa - Sasha - Malek - Adèle - Vincent                           |

### Saison 3 (2023 – 2024)
| Épisode | Date de diffusion                       | Invités | Chroniqueurs                                                     |
| ------- | --------------------------------------- | --- | ---------------------------------------------------------------- |
| 57      | 15 septembre 2023 (rediffusion youtube) | - Bolchegeek - Jean-Luc Mélenchon (LFI)                                                                           | - Malek - Usul - Sasha - Emilio - Maud Vergnol - Adèle - Vincent |
| 58      | 21 septembre 2023 (rediffusion youtube) | - Rémi Cardon (PS) - Christine Lavarde (LR) - Philippe Dominati (LR)                                              | - Malek - Léa - Claire - Adèle - Vincent                         |
| 59      | 28 septembre 2023 (rediffusion youtube) | - Sylvie Retailleau                                                                                               | - Usul - Léa - Latifa - Adèle - Vincent                          |
| 60      | 5 octobre 2023 (rediffusion youtube)    | - Valentine Delattre (Science de Comptoir) - Scarabete - Boris Vallaud (PS)                                       | - Léa - Antoine - Malek - Adèle - Vincent                        |
| 61      | 12 octobre 2023 (rediffusion youtube)   | - Lutti - Hanna Assouline - Rafaël Anselme                                                                        | - Usul - Sasha - Adèle - Vincent                                 |
| 62      | 26 octobre 2023 (rediffusion youtube)   | - Ava Mind - Sandrine Rousseau (EELV)                                                                             | - Usul - Lauren - Rafaël - Adèle - Vincent                       |
| 63      | 9 novembre 2023 (rediffusion youtube)   | - Jérémie Périn - Raquel Garrido (LFI) - Marylise Léon                                                            | - Usul - Claire - Antoine - Adèle - Vincent                      |
| 64      | 16 novembre 2023 (rediffusion youtube)  | - Le Vortex - Jonas Cardoso (EELV) - Olivier Marleix (LR)                                                         | - Sasha - Latifa - Hugo - Adèle - Vincent                        |
| 65      | 23 novembre 2023 (rediffusion youtube)  | - Roland Lescure (RE)                                                                                             | - Claire - Malek - Lauren - Adèle - Vincent                      |
| 66      | 30 novembre 2023 (rediffusion youtube)  | - Ici Japon - Benoît Hamon (PS)                                                                                   | - Sasha - Léa - Usul - Adèle - Vincent                           |
| 67      | 7 décembre 2023 (rediffusion youtube)   | - Aymeric Lompret - Clément Beaune (RE)                                                                           | - Claire - Léa - Malek - Adèle - Vincent                         |
| 68      | 14 décembre 2023 (rediffusion youtube)  | - Ponce - Alma Dufour (LFI)                                                                                       | - Sasha - Latifa - Usul - Adèle - Vincent                        |
| 69      | 1 février 2024 (rediffusion youtube)    | - Floriane Volt (Fondation des femmes) - Sarah Durocher (Planning Familial) - Rima Hassan                         | - Léa - Malek - Latifa - Emilien - Adèle - Vincent               |
| 70      | 8 février 2024 (rediffusion youtube)    | - Monsieur Poulpe - Maxime Combes - Nicolas Lellouche                                                             | - Malek - Claire - Sasha - Antoine - Adèle - Vincent             |
| 71      | 22 février 2024 (rediffusion youtube)   | - Hardisk - Émilio Meslet - Philippe Brun (PS)                                                                    | - Malek - Usul - Sasha - Adèle - Vincent                         |
| 72      | 7 mars 2024 (rediffusion youtube)       | - MisterMV - Edwy Plenel                                                                                          | - Claire - Usul - Sasha - Adèle - Vincent                        |
| 73      | 14 mars 2024 (rediffusion youtube)      | - Charles Villa - Elsa Faucillon (PCF)                                                                            | - Léa - Malek - Antoine - Adèle - Vincent                        |
| 74      | 21 mars 2024 (rediffusion youtube)      | - Aurore Lalucq (PP) - Mounir Satouri (EELV)                                                                      | - Latifa - Usul - Lauren - Adèle - Vincent                       |
| 75      | 28 mars 2024 (rediffusion youtube)      | - Sophie Taillé-Polian - Sacha Houlié                                                                             | - Saphia - Sasha - Malek - Adèle - Vincent                       |
| 76      | 4 avril 2024 (rediffusion youtube)      | - Manon Aubry (LFI) - Marie-Pierre Vedrenne (RE)                                                                  | - Léa - Sasha - Latifa - Adèle - Vincent                         |
| 77      | 13 avril 2024 (rediffusion youtube)     | - Artillerie - Climarx                                                                                            | - Léa - Usul - Antoine - Adèle - Vincent                         |
| 78      | 25 avril 2024 (rediffusion youtube)     | - mepassistant - Bella Beltaief - Karima Delli (EELV) - Fabienne Keller (RE)                                      | - Malek - Saphia - Lauren - Adèle - Vincent                      |
| 79      | 16 mai 2024 (rediffusion youtube)       | - Olivier Besancenot (NPA)                                                                                        | - Usul - Sasha - Claire - Adèle - Vincent                        |
| 80      | 23 mai 2024 (rediffusion youtube)       | - Constance Vilanova - Mathilde Ollivier (LE)                                                                     | - Léa - Sasha - Sasha - Adèle - Vincent                          |
| 81      | 6 juin 2024 (rediffusion youtube)       | - Louise Bichet - Richard Ramos (MoDem)                                                                           | - Usul - Latifa - Emilien - Adèle - Vincent                      |
| 82      | 13 juin 2024 (rediffusion youtube)      | - Clément Viktorovitch - François Ruffin (LFI/NFP)                                                                | - Usul - Léa - Antoine - Sasha - Malek - Adèle - Vincent         |
| 83      | 27 juin 2024 (rediffusion youtube)      | - Cassim Montilla - Mamapaprika - Aurélien Rousseau (PP/NFP) - Raphaël Arnault (LFI/NFP) - Lyes Louffok (LFI/NFP) | - Usul - Emilien - Saphia - Vincent                              |
| 84      | 5 juillet 2024 (rediffusion youtube)    | - Ambroise Malinconi (LR) - Manuel Bompard (LFI/NFP)                                                              | - Malek - Léa - Climarx - Usul - Vincent - Adèle                 |
| 85      | 9 juillet 2024 (rediffusion youtube)    | - Chloé Ridel (PS) - Claire Lejeune (LFI)                                                                         | - Malek - Léa - Saphia - Emilien - Vincent - Adèle               |

### Saison 4 (2024 – 2025)
| Épisode | Date de diffusion                       | Invités | Chroniqueurs                                                                     |
| ------- | --------------------------------------- | --- | -------------------------------------------------------------------------------- |
| 86      | 14 septembre 2024 (rediffusion youtube) | - Sophie Binet (CGT) | - Climarx - Léa - Rosa Moussaoui - Naïm Sakhi - Saphia - Malek - Vincent - Adèle |
| 87      | 3 octobre 2024 (rediffusion youtube)    | - Lucie Castets (NFP) | - Malek - Usul - Lauren - Vincent - Adèle                                        |
| 88      | 10 octobre 2024 (rediffusion youtube)   | - Laurent Selinder - Arthur Sarradin                                                                                       | - N'namou - Emilio - Usul - Vincent - Adèle - Edwy                               |
| 89      | 31 octobre 2024 (rediffusion youtube)   | - Charles de Courson (LIOT) - Cyril Dion - Paloma Moritz - Marine Calmet                                                   | - Usul - Saphia - Emilien - Adèle                                                |
| 90      | 14 novembre 2024 (rediffusion youtube)  | - Bernard Guetta (Independant) - Clément Fayol - Nicolas Gastineau                                                         | - Malek - Emilio - Lauren - Adele                                                |
| 91      | 28 novembre 2024 (rediffusion youtube)  | - Elsa Faucillon (PCF) - Stéphane Troussel (PS) - Fanie Lacroix (MODEM) - Vincent Chauvet (MODEM) - Lauren Lolo            | - Usul - Léa - Emilio                                                            |
| 92      | 5 décembre 2024 (rediffusion youtube)   | - Ugo Bernalicis (LFI) - Thibaud Mulier                                                                                    | - Emilien - Malek - N'Namou - Vincent - Edwy Plenel - Adele                      |
| 93      | 12 décembre 2024 (rediffusion youtube)  | - Marine Tondelier (LE) | - Léa - Malek - Usul - Vincent - Edwy Plenel                                     |
| 94      | 19 décembre 2024 (rediffusion youtube)  | - Erwan Balanant (MODEM) - Rémi Rioux                                                                                      | - N'Namou - Saphia - Emilio - Vincent - Adele                                    |
| 95      | 23 janvier 2025 (rediffusion youtube)   | - Fatiha Keloua Hachi (PS)                                                                                                 | - Emilien - Usul - Climarx - Vincent - Adèle                                     |
| 96      | 30 janvier 2025 (rediffusion youtube)   | - Sandrine Rousseau (LE)                                                                                                   | - Malek - Usul - Lauren - Vincent                                                |
| 97      | 6 février 2025 (rediffusion youtube)    | - Pascal Canfin (Renew) | - Léa - Latifa - Antoine - Edwy - Adèle                                          |
| 98      | 13 février 2025 (rediffusion youtube)   | - Jérôme Guedj (PS) | - Usul - N'Namou - Emilio - Vincent - Edwy - Adèle                               |
| 99      | 6 mars 2025 (rediffusion youtube)       | - Manuel Bompard (LFI) | - Usul - Léa - Emilio - Edwy - Adèle                                             |
| 100     | 20 mars 2025 (rediffusion youtube)      | - Julia Faure - Sophie Primas (NÉ)                                                                                         | - Émilien - Lauren - Malek - Edwy - Adèle                                        |
| 101     | 3 avril 2025 (rediffusion youtube)      | - Thibaud Mulier - Fabrice Arfi                                                                                            | - Saphia - N'Namou - Usul - Adèle                                                |
| 102     | 17 avril 2025 (rediffusion youtube)     | - Roland Lescure (RE) | - Émilien - Léa - Usul - Adèle                                                   |
| 103     | 24 avril 2025 (rediffusion youtube)     | - Antoine Fabry | - Émilio - Léa - Clirax - N'Namou - Usul - Adèle                                 |
| 104     | 15 mai 2025 (rediffusion youtube)       | - Amélie de Montchalin (RE)                                                                                                | - N'Namou - Émilio - Usul - Edwy - Adèle                                         |
| 105     | 22 mai 2025 (rediffusion youtube)       | - François Ruffin (PD) | - Malek - Léa - Émilien - Adèle                                                  |
| 106     | 28 mai 2025 (rediffusion youtube)       | - François Villeroy de Galhau - Chloé Ridel (PS)                                                                           | - Climarx - Usul - Émilio                                                        |
| 107     | 5 juin 2025 (rediffusion youtube)       | - Daniel Baal - Laurent Berger - Antoine Léaument (LFI)                                                                    | - Lauren - Émilien - Latifa - Edwy - Adèle                                       |
| 108     | 13 juin 2025 (rediffusion youtube)      | - Maryse Dumas - Bolchegeek - Aimeric Mougeot - Saphia Aït Ouarabi - Thomas Vacheron - Myriam Lebkiri - Sophie Binet (CGT) | - Émilio - Edwy                                                                  |